# 河川防衛艦隊

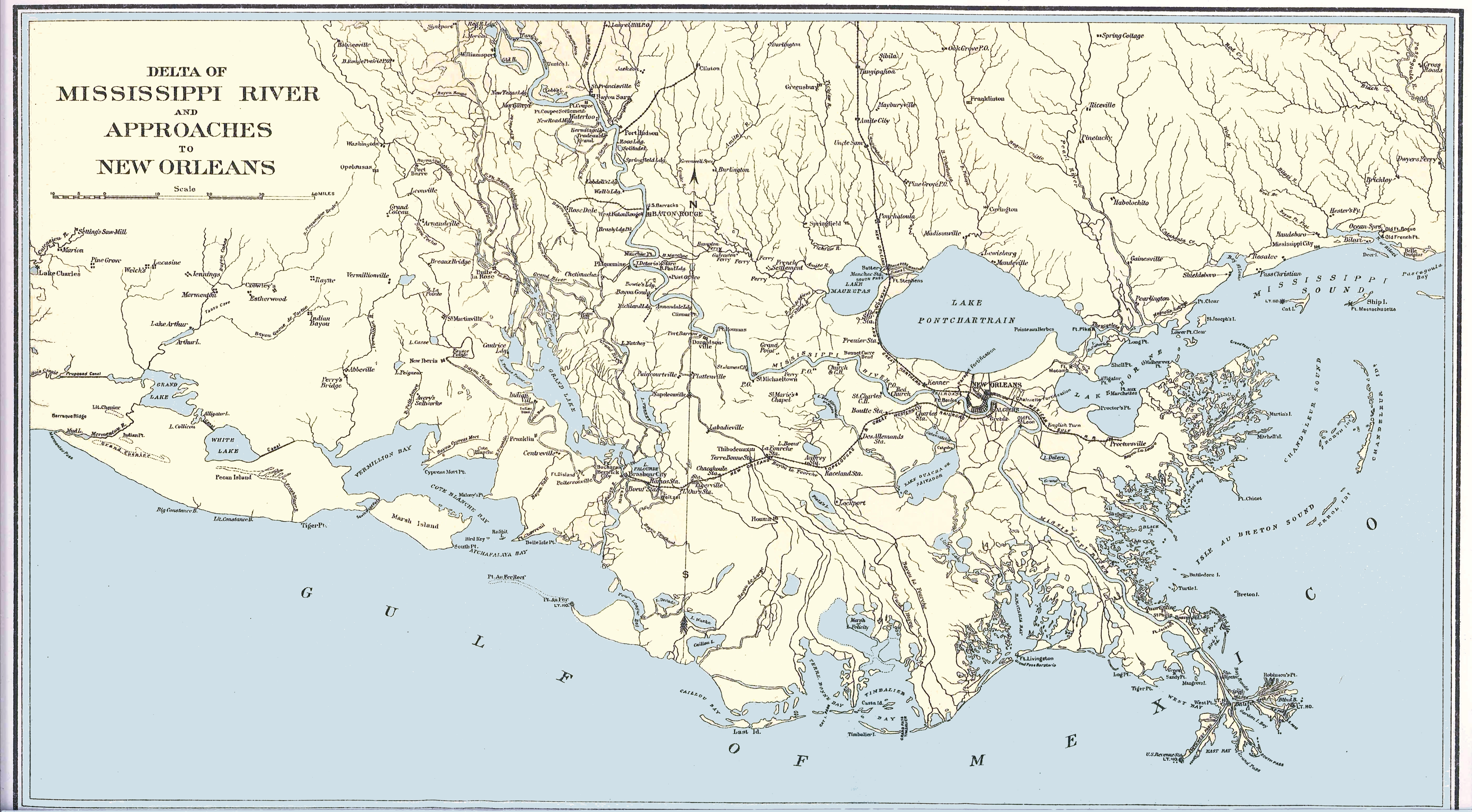
南北戦争中のルイジアナ州とミシシッピ州南部を描いた地図

河川防衛艦隊（かせんぼうえいかんたい、英語: River Defense Fleet）は、南北戦争初期において、アメリカ連合国（南部連合）がニューオーリンズ防衛のため14隻の船舶を以て編成した部隊である。所属船舶はいずれも連合国陸軍省の命令によって接収された商船ないし曳船で、1門ないし2門の火砲、エンジンを保護する隔壁、衝角として用いることができる頑丈な船首などを追加することで、軍艦に改装されていた。名目上は連合国陸軍の一部隊とされていたものの、各船舶に乗り込んだ士官全員と水兵の大部分は民間人だった。艦隊のうち、一部はミシシッピ川南部に留まり、一部は合衆国軍（北軍）の侵攻を食い止めるべく北部へと派遣された。
南部に残った艦隊は、ジャクソン砦・セントフィリップ砦の戦いに参加した。また、北部に派遣された艦隊は、プラム・ポイント・ベンドの戦いおよびメンフィスの戦いに参加した。河川防衛艦隊が北軍船舶に対抗できたのは非常に限られた状況下においてのみで、大抵の場合は圧倒されていた。1862年半ばまでに、北軍による撃沈、あるいは乗組員による放棄によって、船舶は数を減らし続け、河川防衛艦隊は壊滅した。

## 結成
1861年4月に内戦が勃発した直後、合衆国を離脱した各州は、合衆国大統領エイブラハム・リンカーンによる海上封鎖宣言への対応を迫られた。また、同時に北軍総司令官ウィンフィールド・スコット将軍が提唱したアナコンダ計画によってもたらされる脅威も考慮に入れる必要があった。この計画において、北軍はミシシッピ川を下って進軍し、最終的にニューオーリンズの占領を目指すことが想定されていた。アナコンダ計画が連邦政府の正式な戦略の大枠として採用されることはなかったが（スコットの後任者らはいずれも計画を却下した）、その存在自体が連合国大統領ジェファーソン・デイヴィスおよび政府高官らにミシシッピ川の重要性を強く意識させることとなった。この重要な河川を防衛するために、政府だけではなく民間からも多数の提案が成された。この時に提出されたアイデアの一つに、2人の河川船舶船長、ジェームズ・E・モントゴメリー（James E. Montgomery）およびJ・H・タウンゼント（J. H. Townsend）によって考案されたものがあった。
2人の船長のアイデアは、適当な大きさと速度を兼ね備えた船舶を利用し、切断した鉄道用軌条で船首を強化して衝角として用いることができるようにするというものだった。また、機関部は内部隔壁によって保護することとされた。武装は各船長の希望に従って1門ないし2門の砲のみを搭載するものとされた。北軍の装甲砲艦を相手に最後まで戦い抜くことは当初から期待されておらず、低速な砲艦に狙いを絞り、敵の船体の特に脆弱な箇所への衝角攻撃を試みることとされていた。各船舶の船長は、ニューオーリンズで働いていた経験豊富な河川船舶乗組員の中からモントゴメリーとタウンゼントによって選抜され、その後に船長らが各船舶の乗組員を雇用した。
モンゴメリーとタウンゼントは、陸軍省および海軍省を迂回し、ミシシッピ州代議員団に加え、デイヴィス大統領の個人的な信任を得ていたレオニダス・ポーク陸軍少将から、計画の承認を取り付けた。彼らの政治的な試みは成功し、議会は計画を承認した上、タウンゼントが改装作業の監督のためにニューオリンズに戻るよりも前に、1,000,000ドルの予算を受け取っている。

## 商船の改装
予算案の成立に続いて、ジュダ・ベンジャミン陸軍長官はニューオーリンズの軍管区司令官マンスフィールド・ラヴェル陸軍少将に宛てて電報を送り、軍事転用のために14隻の汽船を接収せよと命じた。これはラヴェルによる河川防衛艦隊への最初の関与であり、彼はすぐに最も執拗かつ苛烈な批評者となった。ラヴェルは艦隊が負った変則的な役割に反発し、「ミシシッピ川の14人の船長と水先案内人たちは、一旦仕事に手を付けたなら、何についても口出しを許しはするまい」（Fourteen Mississippi River captains and pilots will never agree about anything once they get underway.）と述べた。ラヴェルは命令に従い、連合国政府の名の下に14隻の汽船を調達した。後に陸軍省の意図を汲んだラヴェルによって、このうち何隻かが別の船舶に入れ替えられたが、隻数自体は14隻を保った。
各船舶は、船首内をオークの無垢材で満たし、前方20フィート（6.1m）の外装をオーク材で板張りした上、これを厚さ1インチ（25mm）の切断された鉄道用軌条で覆うこととされた。エンジンは二重隔壁で防護された。内側の隔壁は、松梁材から成り、1辺12インチ（30cm）の正方形だった。外側の隔壁も同じ梁材から成り、6インチx12インチ（15x30cm）の長方形だった。 外側の隔壁は船首と同様、厚さ1インチ（25mm）の切断された鉄道用軌条で覆われていた。これらの隔壁の間には22インチ（56cm）の隙間があり、圧縮された綿が詰め込まれていた。綿は装甲の構成において必ずしも重要な部分ではなかったものの、大衆の興味を引き、同種の装甲を採用した船舶は装甲艦（Ironclads）をもじって「装綿艦」（Cottonclads）と通称されるようになった。
いわゆる装綿艦の改装のために、1862年3月16日から4月17日までの1ヶ月間が費やされた。同じ頃、偶然にもデヴィッド・ファラガット海軍大佐が率いる北軍艦隊が下流で集結し、ニューオーリンズ攻撃の準備を整えつつあった。河川防衛艦隊は、改装を終え次第アイランドNo.10およびメンフィスの防衛の援護に割り当てられる予定だったが、ラヴェルが陸軍省を説得し、完成した最初の6隻を自らの指揮下でニューオーリンズ近くに残すことを認めさせた。完成した最初の6隻は、ストーンウォール・ジャクソン、ウォリアー（CSS Warrior）、ディファイアンス（CSS Defiance）、レゾリュート（CSS Resolute）、ジェネラル・ブレッキンリッジ（CSS General Breckinridge）、ジェネラル・ラヴェルと命名された。この時までに、タウンゼントは艦隊を離れていた。モントゴメリーが北部に向かう集団の指揮官に選ばれた後、ニューオーリンズに留まる6隻の指揮は別の河川船舶船長ジョン・A・スティーブンソン（John A. Stephenson, 姓はStevensonと綴られることもある）が執ることとなった。残りの8隻、すなわちジェネラル・ブラッグ、ジェネラル・スターリング・プライス、ジェネラル・アール・ヴァン・ドーン、カーネル・ラヴェル、ジェネラル・ボーリガード、ジェネラル・M・ジェフ・トンプソン、リトル・レベル、ジェネラル・サムターは、いずれもメンフィスへと向かうこととされた。最後の装綿艦が完成したのは4月17日で、ジャクソン砦およびセントフィリップ砦への砲撃が始まるわずか1日前であった。
装綿艦はもっぱら衝角攻撃に用いることが想定されていたので、武装は最小限であり、各艦にはわずか1門ないし2門の砲のみが搭載されていた。また、船長らは操砲訓練に時間を割くこともしなかった。そのため、陸軍の砲兵が各艦に配属されていたのだが、彼らは乗艦後も船長ではなく陸軍将校の指揮下に留まっており、指揮命令系統に混乱をきたす原因となった。

## 戦闘

### ジャクソン砦・セントフィリップ砦の戦い

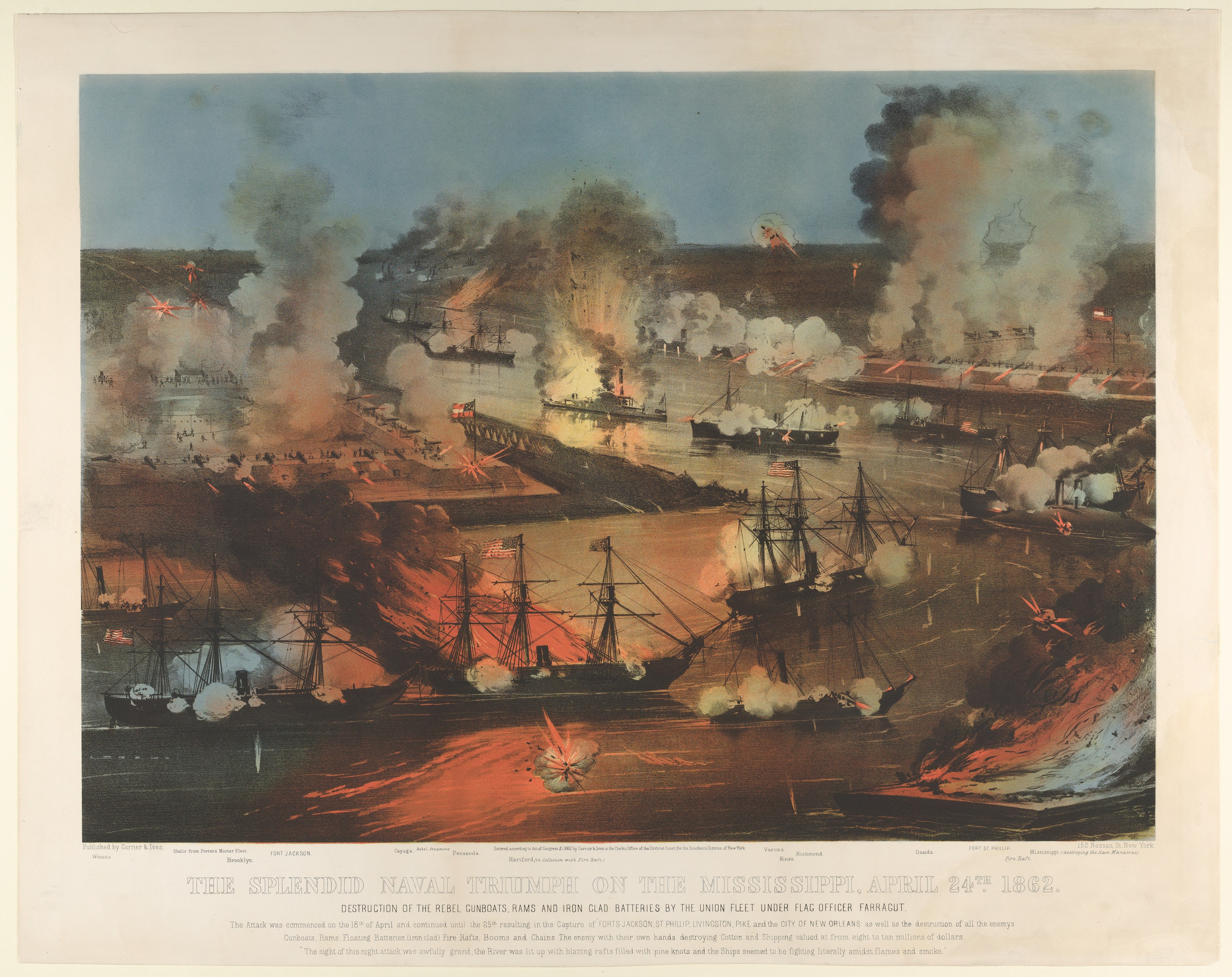
砦の付近を通過する北軍艦隊（1862年4月28日）

ニューオーリンズからほど近いミシシッピ川の水上においては、3つの別々の部隊が活動していた。1つはジョン・J・ミッチェル中佐（John K. Mitchell）が指揮する連合国海軍所属の戦隊、もう1つはルイジアナ州海軍部隊、そして最後の1つがニューオーリンズに留まった河川防衛艦隊の分遣隊であった。1862年4月20日、ジャクソン砦およびセントフィリップ砦への砲撃が始まった後、ラヴェル少将は指揮命令系統の合理化のため、全ての水上戦力に対し、以後はミッチェル中佐の指揮下に入るよう命じた。しかし、スティーブンソン船長はこの命令に公然と逆らい、「河川防衛分遣隊の全ての士官および水兵は、海軍からの独立を条件に志願している」（[every] officer and man on the river defense expedition joined it on the condition that it was to be independent of the Navy.）と述べた。これは明らかな反逆行為であったものの、陸海軍間にある特異な関係を考慮し、処罰の対象とはされなかった 。
4月24日夜、ミシシッピ川を北上していたデヴィッド・ファラガット大佐指揮下の北軍艦隊が、ジャクソン砦およびセントフィリップ砦による防衛の突破に成功した。この時、南軍側は2つの砦と水上戦力の指揮命令系統を明確に調整しておらず、ミシシッピ川の防衛は協同しない2つの独立した動きに分断されていた。そのため、南軍艦隊が接敵した時点で、北軍艦隊は既に砦の射程外にあり、北軍各艦は地上からの砲撃に惑わされることなく、海戦のみに集中することができた。かかる状況下にあって、河川防衛艦隊のうち、ストーンウォール・ジャクソンのみが敵艦への接近に成功した。同艦は既にルイジアナ州軍艦ガバナー・ムーアによる衝角攻撃を受けていた北軍艦ヴァルナに接近、衝角攻撃を図った。ヴァルナは沈没し、この夜の戦闘における北軍唯一の喪失艦となった。一方、ストーンウォール・ジャクソンも無傷で離脱することはできず、ヴァルナの援護を試みる他の北軍艦からの砲撃に晒され、応戦もできないまま大破を余儀なくされた。最終的に、ストーンウォール・ジャクソンの乗組員は意図的に艦を座礁させ、火を放った後にこれを放棄した。
他の5隻のうち、ウォリアーは北軍艦ブルックリンの舷側砲による砲撃を受け撃沈された。レゾリュートは座礁し、南軍艦マクレーの乗員10人が移乗して復帰を図ったものの失敗したため、火を放った上で放棄された。ジェネラル・ブレッキンリッジとジェネラル・ラヴェルもまた、火を放った上で放棄されている。唯一離脱に成功したディファイアンスは、ニューオーリンズに戻った後に乗員を下ろし、船長によって海軍のミッチェル中佐へと引き渡された。だが、ミッチェルがディファイアンスのために取れる手立ては何もなく、結局は街の陥落の際、他の連合国財産と共に破壊されることとなった。

### プラム・ポイント・ベンドの戦い

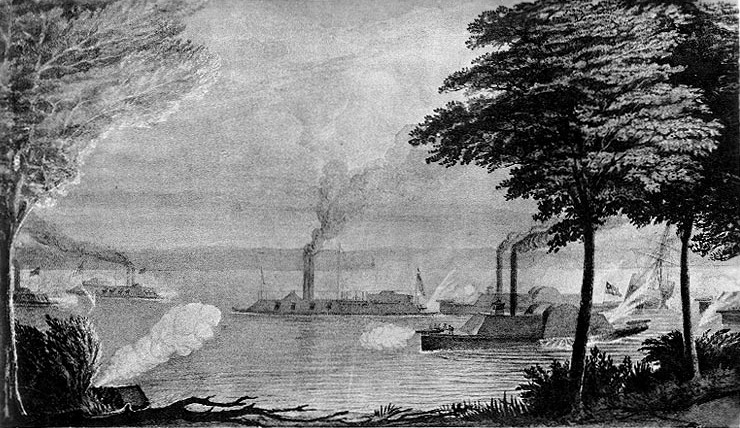
プラム・ポイント・ベンドの戦い（1862年5月10日）

ニューオーリンズに留まった分遣隊は壊滅したものの、モントゴメリー船長のもとで北部に向かった8隻の分遣隊は、十分ではないにしても、ある程度の報復を成し遂げた。1862年5月10日、ミシシッピのピロー砦を少し下った地点、プラム・ポイント・ベンド付近にて、河川防衛艦隊の分遣隊は、北軍西部砲艦隊（ミシシッピ川戦隊）に対する小規模な奇襲攻撃を図った。戦闘はメンフィスから直線距離で40マイル（64km）、ミシシッピ川を辿れば50マイル（80km）の地点で起こった。当時、西部砲艦隊の各艦は分散していた。砲艦1隻と臼砲筏が目立つ位置にあり、また他の砲艦が援護可能な範囲から外れていた。北軍側は事前に南軍艦隊接近の報告を受けていたにもかかわらず、小型哨戒艇（ピケットボート）を派遣していなかった。したがって、プラム・ポイントの木の向こうに煙が見えるまで、北軍は敵艦の接近について一切の警戒をしていなかった。
全く準備が整っていなかったため、北軍艦は急いで蒸気機関を回し始めたものの、戦闘には1隻ずつしか参加できなかった。したがって、南軍艦は妨害を受けることもなく、1隻に集中して衝角攻撃を試みることができた。複数回の衝角攻撃を受けた北軍艦シンシナティおよびマウンドシティは、沈没を避けるため、浅瀬への座礁を余儀なくされた。西部砲艦隊の多くが蒸気機関を回して戦闘に参加する準備が整ったと見ると、モントゴメリーは撤退を命じた。彼らが撤退までに負った損害は極めて軽微だった。
モントゴメリーが作戦の目的を明らかにしなかったので、南軍にとっての勝利の価値を論ずることは困難である。2隻の砲艦を無力化したことは十分に戦果と呼びうるが、いずれも数週間以内に修理され、任務に復帰している。したがって、モントゴメリーによる奇襲は、贔屓目に見ても、北軍の予定をわずかに遅延させる程度の意味合いしかなかった。

### メンフィスの戦い

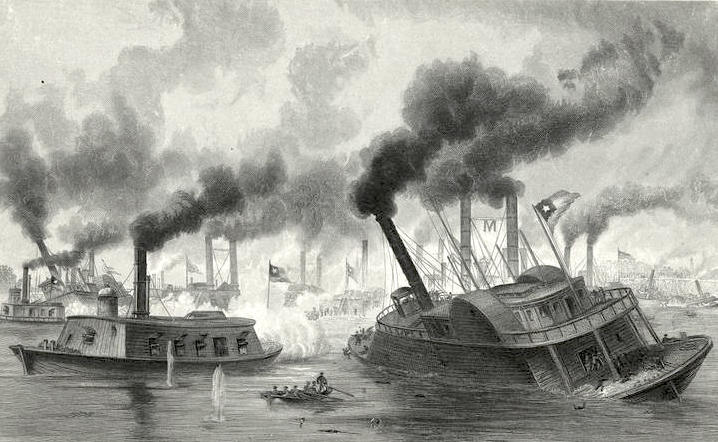
メンフィス海戦（1862年6月6日）

プラム・ポイント・ベンドの戦いから1か月も経たないうちに、河川防衛艦隊は再び西部砲艦隊に対する攻撃を試みたが、いくつかの点で状況は異なっていた。例えば、乗組員に含まれない陸軍砲兵が砲手を務める特異な編成が秘めた問題点は、南軍の損失増加に伴う士気の低下にあわせて顕著になっていった。砲兵と水兵の対立は激しくなり、小規模な任務において、砲兵らが乗艦を拒否した事例が少なくとも1件報告されている。1862年6月5日、艦隊に派遣された砲兵らの上官にあたるM・ジェフ・トンプソン准将は、彼らを艦隊から撤収させた。しかし、いずれの装綿艦も砲戦ではなく衝角戦を主眼においていたので、砲兵らの離脱は必ずしも艦隊に深刻な影響を与えなかった。
6月6日朝、北軍艦隊は集結を果たし、戦闘の準備を整えた。また、この際に北軍衝角戦艦隊も合流している。同艦隊はその組織上の欠点も含め、南軍側の同種部隊を模倣していた。河川防衛艦隊にはメンフィス近くで戦う以外に選択肢はなく、プラム・ポイント・ベントの戦いのような地の利は期待できなかった。
メンフィスにおける南北艦隊の衝突は混戦を極めた。両軍ともの指揮命令系統が混乱し、統制されない衝角戦が頻繁に行われ、北軍艦隊からの南軍側に対する砲撃も行われたためである。海戦の経過を詳細に確認することは困難だが、結果は明白である。北軍艦1隻が沈没（後に引き上げられた）した一方、8隻中7隻の南軍艦が沈没あるいは鹵獲された。ジェネラル・ヴァン・ドーンだけはヤズー川をたどって離脱に成功したものの、いささか不本意な形で、6月26日に火を放って放棄された。

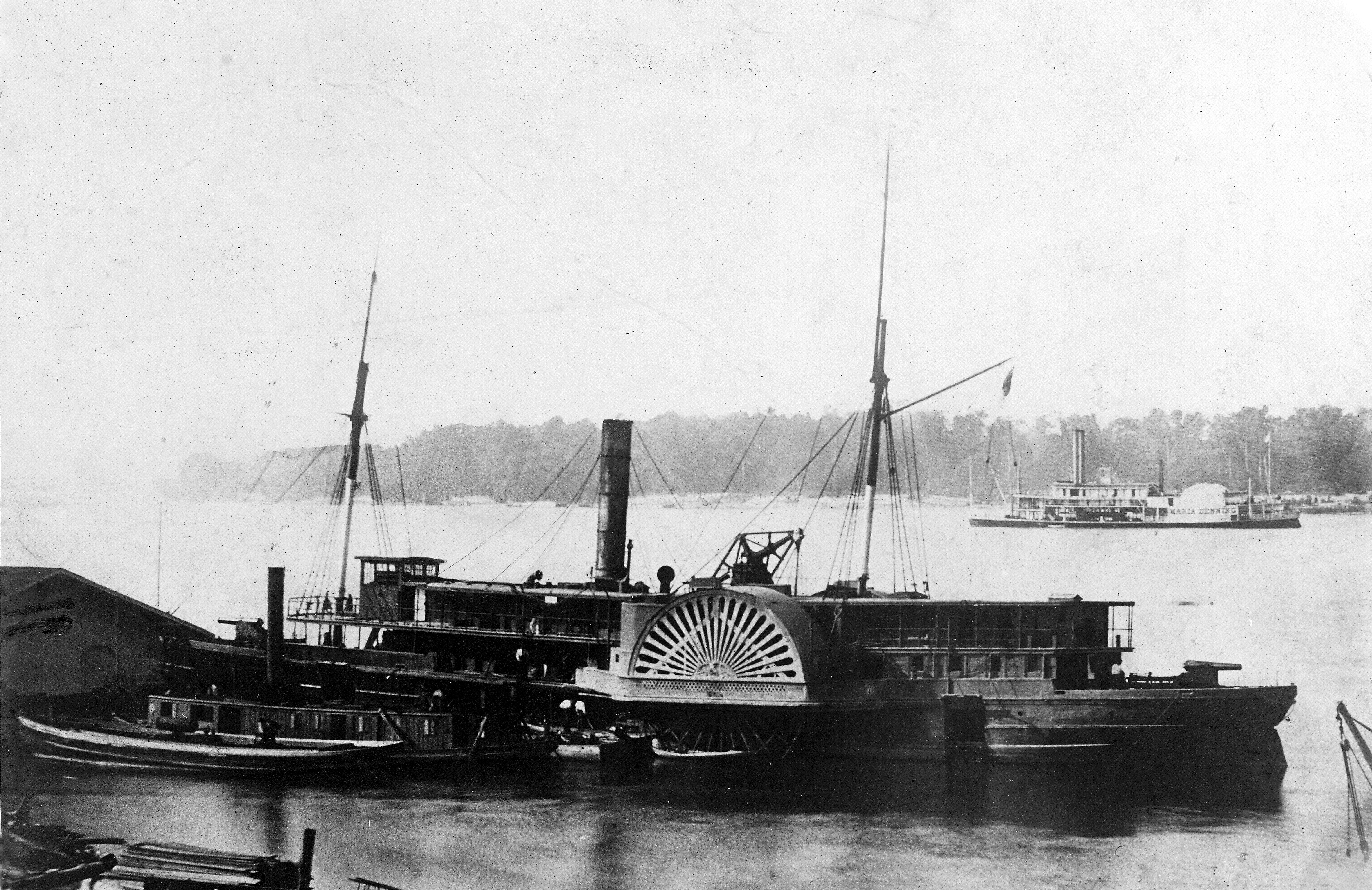
南軍艦ジェネラル・ブラッグ。1862年から1863年頃、イリノイ州のカイロあるいはマウンドシティ（英語版）にて撮影されたと思われる。
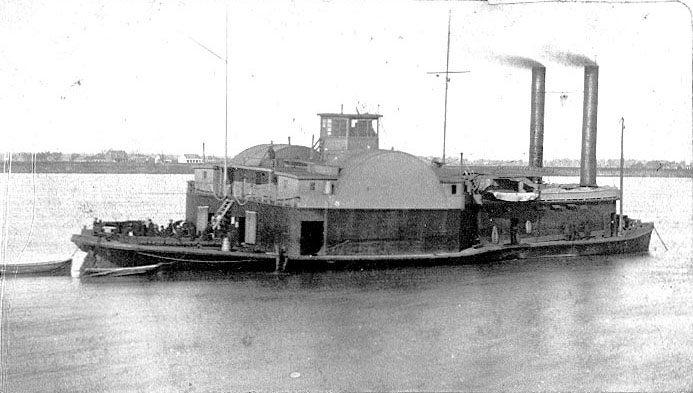
南軍艦ジェネラル・プライス。1864年1月18日、ルイジアナ州バトンルージュにて撮影

## その後
河川防衛艦隊は南北戦争の極めて早い段階で消滅したため、本来協力するべきだった人々からの批評を許すこととなった。最も苛烈な批判を行ったのはラヴェル将軍だった。ラヴェルの批判はニューオーリンズに留まった6隻を前提にしたものだが、その内容は艦隊全体にも十分適用しうるものだった。
自らを管理することができないのに、他人に管理されることも望まなかった。そしてシステム、警戒、規律のほぼ完全な欠落が、彼らをほとんど役に立たない無力な存在へと作り変えた。

"Unable to govern themselves, and unwilling to be governed by others, their almost total want of system, vigilance, and discipline rendered them nearly useless and helpless."

単なる14隻の船舶による部隊としてではなく、より大きな文脈で見た場合、河川防衛艦隊の壊滅は、私掠船の凋落と相まって、「アマチュアによって行われうる海戦」の終焉を意味していた。命を掛けうる職業軍人によって指揮され、多くの人員を求める軍艦と、それ以外の商船の差は、決して簡単に埋められるものではなくなっていた。南北戦争以降、どのような状況においてでも、この種の民間人による艦隊の投入を検討した主要な海洋国家はない。

## 関連文献
- Dufour, Charles L. The night the war was lost. Garden City: Doubleday, 1960.
- Gosnell, Harper Allen. Guns on the Western waters: the story of river gunboats in the Civil War. Baton Rouge: Louisiana State University Press, 1993.
- Hearn, Chester G. The capture of New Orleans, 1862. Baton Rouge: Louisiana State University Press, 1995.
- Milligan, Gunboats down the Mississippi. Annapolis: United States Naval Institute, 1965.
- Scharf, J. Thomas. History of the Confederate States Navy from its organization to the surrender of its last vessel. New York: Rogers and Sherwood, 1887; repr. New York: Gramercy, 1996.